# Ford Italia

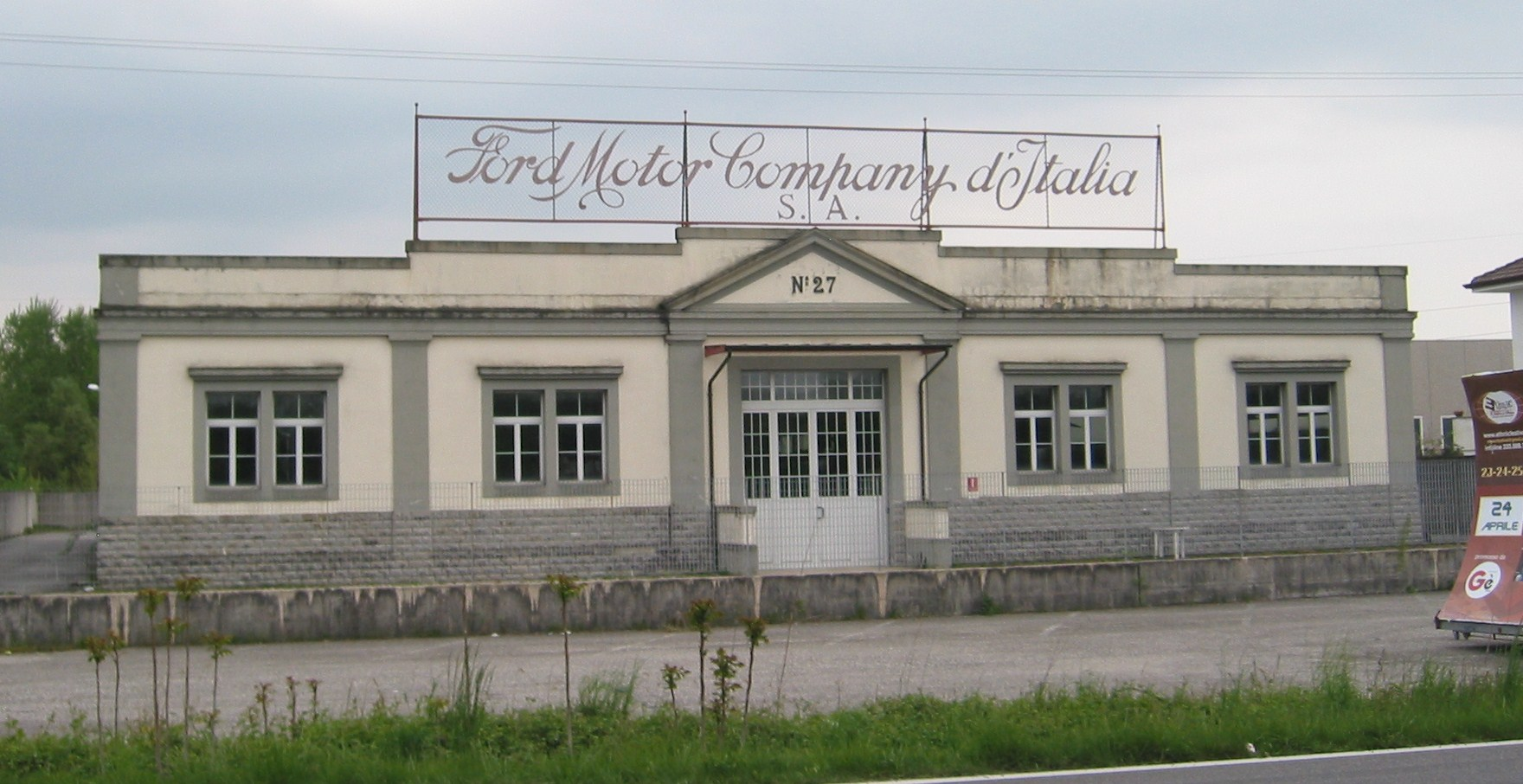
Diese Nachbildung der Fassade der Ford Motor Company Italia aus der Anfangszeit in Triest befindet sich am Museo Ford Gratton in Farra d’Isonzo

Ford Italia S.p.A., zuvor Ford Italiana S.A. und Ford Motor Company Italia, ist das italienische Tochterunternehmen von Ford.

## Unternehmensgeschichte
Ford gründete 1923 in Triest das Unternehmen Ford Motor Company Italia zur Montage von Automobilen. 1933 erfolgte der Umzug nach Bologna. Nach dem Zweiten Weltkrieg wurde das Unternehmen in Ford Italiana S.A. umbenannt. 1959 zog es nach Rom. 1964 erschien als einziges eigenständige Modell der Ford Anglia Torino. 1967 endete die Produktion. Das Unternehmen existiert heute noch als Ford Italia S.p.A.

## Fahrzeuge
Zunächst erfolgte die Montage der Modelle Ford Modell T und Ford Modell TT sowie Fordson Traktoren. 1964 wurde auf Basis des Ford Anglia 105E der Ford Anglia Torino vorgestellt. Giovanni Michelotti hatte die Karosserie überarbeitet und dabei insbesondere die rückwärtig geneigte Heckscheibe ersetzt. Die Produktion fand bei OSI statt. 1967 endete die Produktion des Modells. Insgesamt wurden in Italien rund 10.000 Exemplare verkauft.

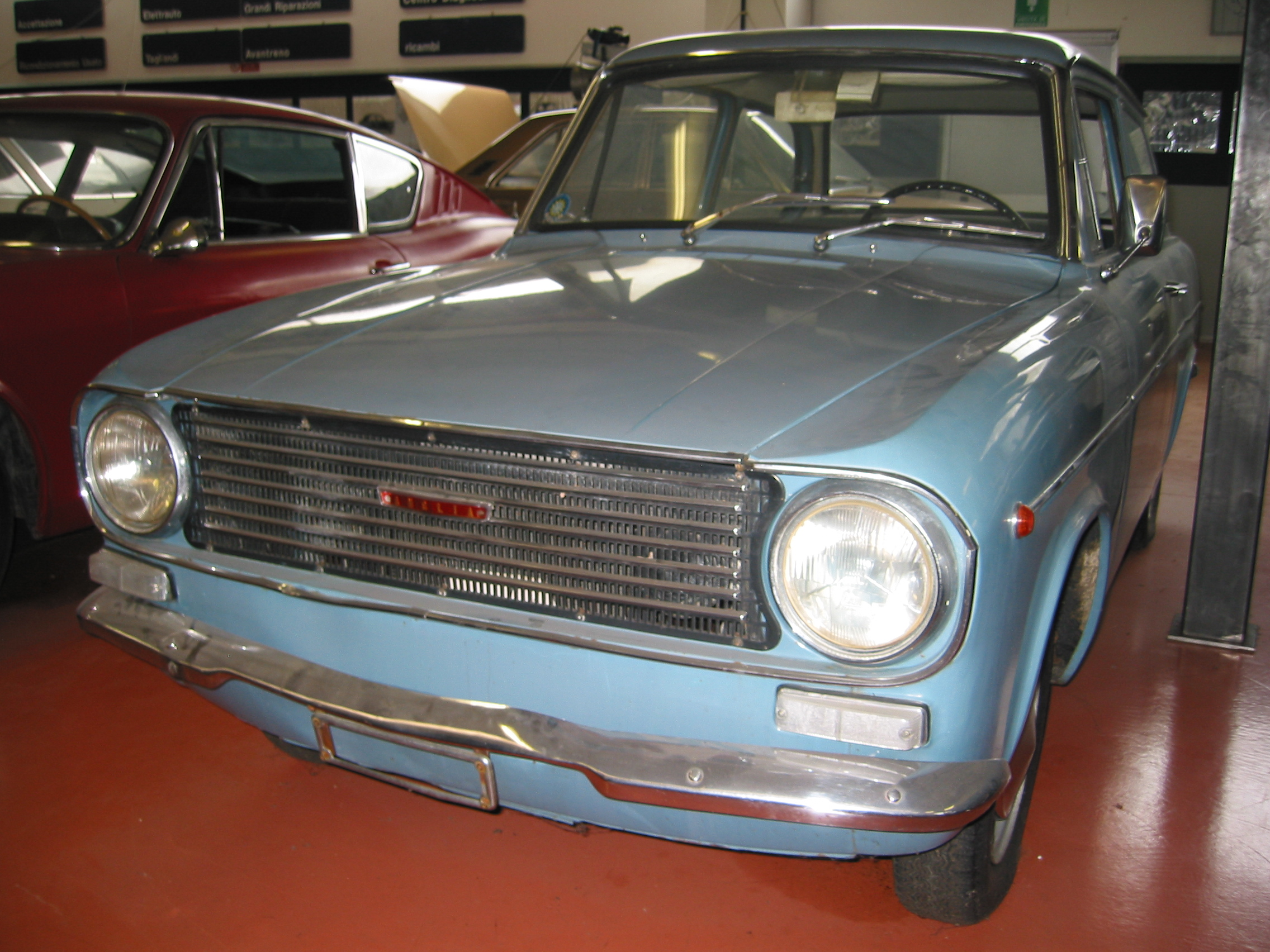
Ford Anglia Torino
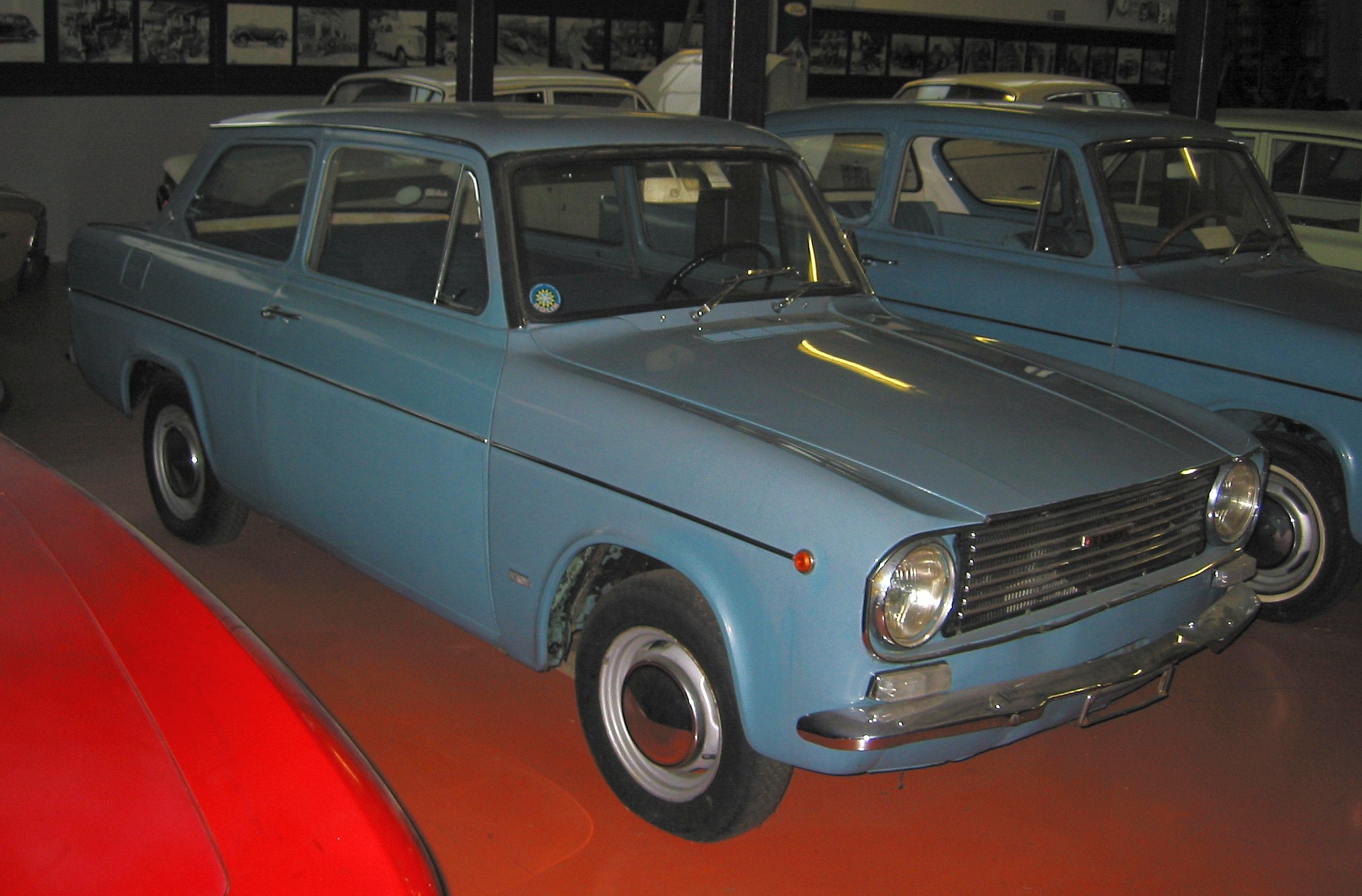
Ford Anglia Torino
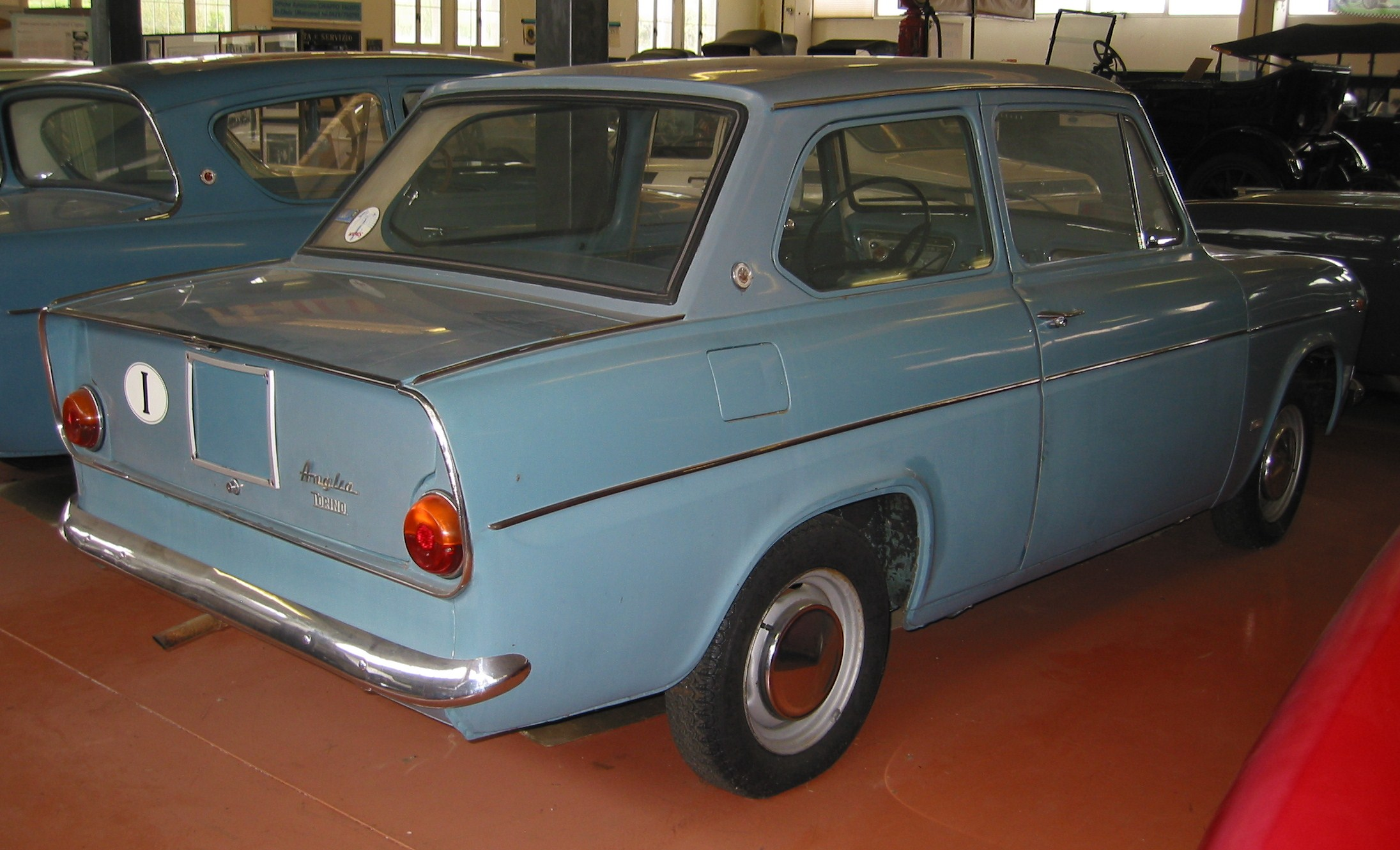
Ford Anglia Torino